# کاسی باتاگلیا
کاسی باتاگلیا (به انگلیسی: Kaci Battaglia) (زاده ۳ اکتبر ۱۹۸۷) خواننده، ترانه‌سرا و رقصنده آمریکایی است.